# Gerhard Herzberg
Gerhard Herzberg (Hamburgo, 25 de dezembro de 1904 — Ottawa, 3 de março de 1999) foi um químico alemão.
Foi agraciado com o Nobel de Química de 1971 devido aos seus contributos para o conhecimento da estrutura electrónica e geometria das moléculas, em especial dos radicais livres.

## Juventude e família
Herzberg nasceu em Hamburgo, Alemanha, em 25 de dezembro de 1904, filho de Albin H. Herzberg e Ella Biber. Ele tinha um irmão mais velho, Walter, que nasceu em janeiro de 1904. Herzberg começou a Vorschule (pré-escola) tarde, após contrair sarampo. Gerhard e sua família eram ateus e mantiveram esse fato escondido. Seu pai morreu em 1914, aos 43 anos, após sofrer de hidropisia e complicações devido a um problema cardíaco anterior. Herzberg se formou em Vorschule logo após a morte de seu pai. Sua esposa morreu em 1971.

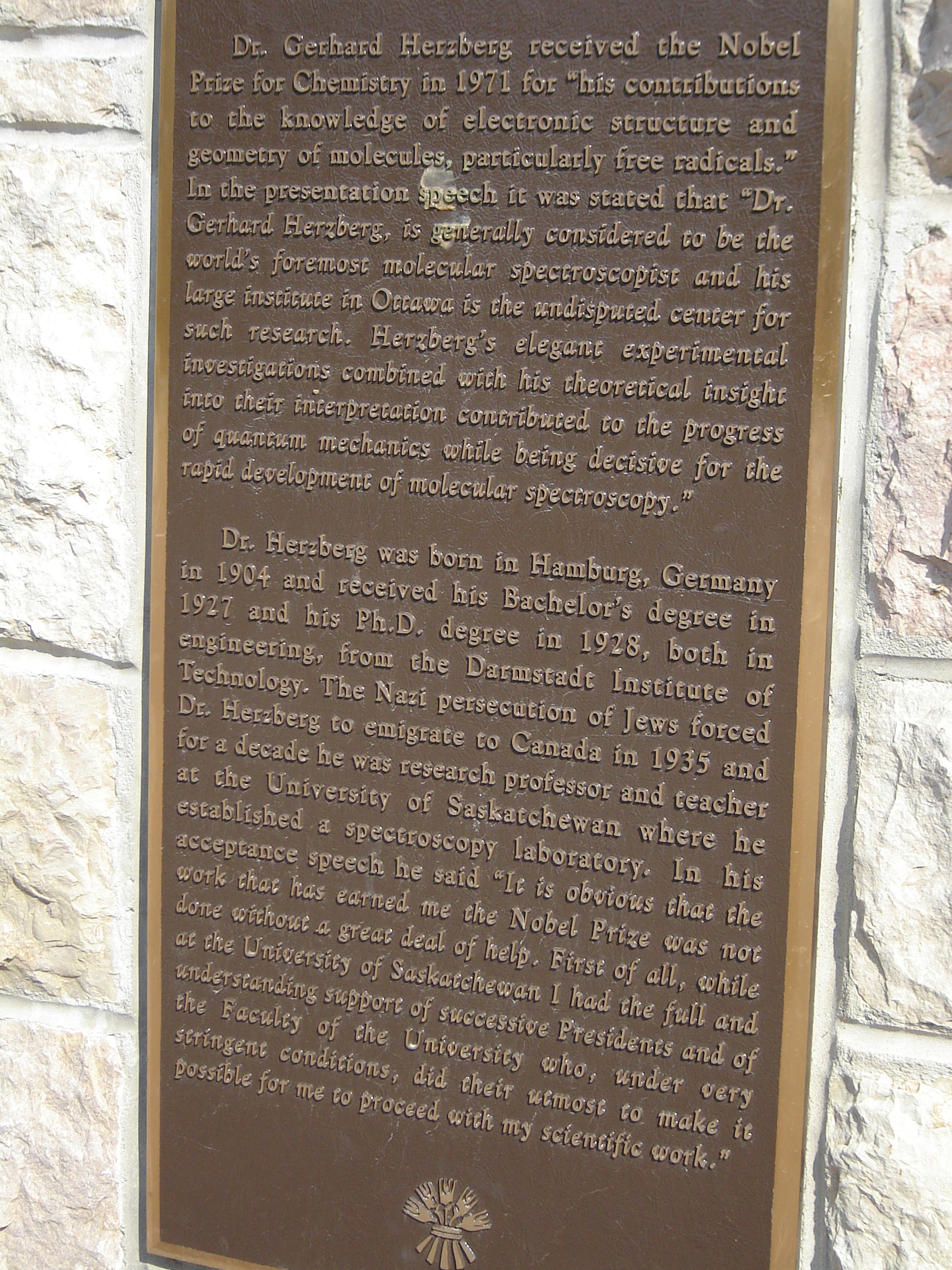
Placa comemorativa no College Building,University of Saskatchewan

## Educação e carreira
Inicialmente, Herzberg considerou uma carreira em astronomia, mas sua inscrição para o Observatório de Hamburgo foi devolvida, aconselhando-o a não seguir uma carreira na área sem apoio financeiro privado. Após concluir o ensino médio na Gelehrtenschule des Johanneums, Herzberg continuou sua educação na Universidade de Tecnologia de Darmstadt com a ajuda de uma bolsa particular. Herzberg concluiu seu Dr.-Ing. diploma de Hans Rau em 1928.
- 1928–30 Trabalho de pós-doutorado na University of Göttingen e na Bristol University com James Franck, Max Born, John Lennard-Jones
- 1930 Darmstadt University of Technology: Privatdozent (conferencista) e assistente sênior em Física
- 1935 Professor convidado, University of Saskatchewan (Saskatoon, Canada)
- 1936–45 Professor de Física, Universidade de Saskatchewan
- 1939 Membro da Royal Society of Canada
- 1945–8 Professor de espectroscopia, Observatório Yerkes, Universidade de Chicago (Chicago, Estados Unidos)
- 1948 Diretor da Divisão de Física Pura, Conselho Nacional de Pesquisa do Canadá
- 1951 Fellow da Royal Society of London[9]
- 1957–63 Vice-presidente da União Internacional de Física Pura e Aplicada
- 1956–7 Presidente da Canadian Association of Physicists
- 1960 dá conferencista Bakerian da Royal Society of London[9]
- 1966–7 Presidente da Royal Society of Canada
- 1968 Companheiro da Order of Canada[9]
- 1968 George Fisher Baker Professor não residente em química na Cornell University ( Ithaca, Estados Unidos)
- Prêmio Willard Gibbs de 1969
- 1969 Distinto Cientista Pesquisador na Divisão de Física recombinada, no National Research Council of Canada
- 1970 Palestrante da Chemical Society of London, recebe Faraday Medal
- 1971 Prêmio Nobel de Química "por suas contribuições ao conhecimento da estrutura eletrônica e geometria das moléculas, particularmente dos radicais livres"
- 1971 Medalha Real da Royal Society of London[9]
- 1973-1980 Chanceler da Carleton University (Ottawa, Ontário, Canadá)
- 1981 Membro fundador do Conselho Cultural Mundial[10]
- Em 1992, juramentado no Conselho Privado da Rainha para o Canadá[9]
- 1999 morreu com 94 anos

## Publicações
Herzberg foi o autor de alguns trabalhos clássicos no campo da espectroscopia, incluindo Atomic Spectra and Atomic Structure e a obra enciclopédica de quatro volumes: Molecular Spectra and Molecular Structure, que costuma ser chamada de bíblia do espectroscopista. Os três volumes de Molecular Spectra e Molecular Structure foram reeditados por Krieger em 1989, incluindo extensas novas notas de rodapé por Herzberg. O Volume IV da série, "Constantes de moléculas diatômicas" é puramente uma obra de referência, um compêndio de constantes espectroscópicas conhecidas (e, portanto, uma bibliografia de espectroscopia molecular) de moléculas diatômicas até 1978.
- Atomic Spectra and Atomic Structure. (Dover Books, New York, 2010, ISBN 0-486-60115-3)
- The spectra and structures of simple free radicals: An introduction to molecular spectroscopy. (Dover Books, New York, 1971, ISBN 0-486-65821-X).
- Molecular Spectra and Molecular Structure: I. Spectra of Diatomic Molecules. (Krieger, 1989, ISBN 0-89464-268-5)
- Molecular Spectra and Molecular Structure: II. Infrared and Raman Spectra of Polyatomic Molecules. (Krieger, 1989, ISBN 0-89464-269-3)
- Molecular Spectra and Molecular Structure: III. Electronic Spectra and Electronic Structure of Polyatomic Molecules. (Krieger, 1989, ISBN 0-89464-270-7)
- Molecular Spectra and Molecular Structure IV. Constants of Diatomic Molecules, K. P. Huber and G. Herzberg, (Van nostrand Reinhold company, New York, 1979, ISBN 0-442-23394-9).